# Burkesville (Kentucky)
Burkesville es una ciudad ubicada en el condado de Cumberland en el estado estadounidense de Kentucky. En el Censo de 2010 tenía una población de 1521 habitantes y una densidad poblacional de 209,74 personas por km².

## Geografía
Según la Oficina del Censo de los Estados Unidos, Burkesville tiene una superficie total de 7.25 km², de la cual 7.25 km² corresponden a tierra firme y (0%) 0 km² es agua.

## Demografía
Según el censo de 2010, había 1521 personas residiendo en Burkesville. La densidad de población era de 209,74 hab./km². De los 1521 habitantes, Burkesville estaba compuesto por el 87.84% blancos, el 8.28% eran afroamericanos, el 0.13% eran amerindios, el 0.53% eran asiáticos, el 0% eran isleños del Pacífico, el 1.12% eran de otras razas y el 2.1% pertenecían a dos o más razas. Del total de la población el 1.12% eran hispanos o latinos de cualquier raza.